# Antoni Pietkiewicz (polityk)
Antoni Kazimierz Pietkiewicz (ur. 24 grudnia 1948 w Kaliszu) – polski inżynier, przedsiębiorca i polityk, w latach 1990–1991 wojewoda kaliski, w latach 1999–2001 wojewoda mazowiecki.

## Życiorys
Syn Feliksa i Janiny, brat Jerzego. Ukończył w 1978 studia na Wydziale Elektrycznym Politechniki Łódzkiej, a także studia podyplomowe na Politechnice Warszawskiej i w Szkole Głównej Handlowej. W 1992 odbył kurs dla wyższych urzędników państwowych w Londynie.
W drugiej połowie lat 70. współpracował z ROPCiO i KOR. Od 1979 do 1980 był współwydawcą pisma „Wolne Słowo”. W 1980 wstąpił do „Solidarności”. Przewodniczył strukturom związku w Kaliszu, zasiadał w zarządzie Regionu Wielkopolska Południowa, był delegatem na I KZD w Gdańsku. W stanie wojennym, razem z bratem Jerzym (również działaczem ROPCiO), został internowany 13 grudnia 1981. Zwolniono go 23 grudnia 1982. Ponownie aresztowano go w lipcu 1984, wkrótce zwolniono na mocy amnestii.
W 1990 pełnił funkcję wojewody kaliskiego. Od 1991 do 1992 był zastępcą szefa Kancelarii Prezydenta RP, następnie (do 1995) zajmował stanowisko wiceprezesa Najwyższej Izby Kontroli. W latach 1999–2001 był wojewodą mazowieckim, a od 2002 do 2003 (z ramienia PiS) wicemarszałkiem województwa mazowieckiego. Później został wiceprezesem Polskich Sieci Elektroenergetycznych i p.o. prezesa holdingu BOT Górnictwo i Energetyka.
Jego żoną była dziennikarka muzyczna i działaczka opozycyjna PRL Małgorzata Jedynak-Pietkiewicz.

## Odznaczenia i wyróżnienia
- Krzyż Komandorski Orderu Odrodzenia Polski (2006)[5]
- Krzyż Wolności i Solidarności (2016)[6]
- Komandoria Order Zasługi Republiki Włoskiej (2000)[7]
- odznaka „Zasłużony Działacz Kultury”
- tytuł honorowego obywatela Kalisza (2009)[8]